# Нумизматичар (часопис)
Нумизматичар је нумизматички часопис који излази у Београду од 1978. године у издању Народног музеја у Београду и Српског нумизматичког друштва. Први уредник био је Владимир Кондић. Чланци се штампају на српском и на страним језицима. 